# Двісті миль під водою, або Кошмар рибалки
«Двісті миль під водою, або Кошмар рибалки» (фр. Deux Cents Milles sous les mers ou le Cauchemar d'un pêcheur; 1907) — німий короткометражний фантастичний фільм французького режисера Жоржа Мельєса; перша вільна екранізація роману Жюля Верна. Довжина картини — 265 метрів. Одна з перших кольорових картин в історії кіно.
Зустрічаються інші назви картини — «Двадцять тисяч льє під водою» (фр. Vingt mille lieues sous les mers) і «Двісті тисяч льє під водою» (англ. Two hundred thousand leagues under the sea).

## Сюжет
Декілька молодих людей, серед них і головний герой на ім'я Ів, забираються в якийсь апарат і вирушають у підводну подорож. На дні моря вони спостерігають різні чудеса, незвичайних тварин та групу танцівниць-русалок. Головний герой вилазить за борт і вирушає гуляти дном. Тут він стикається з величезною хижою рибою та крабом. Потім герой потрапляє у щупальця гігантському восьминогу. На допомогу йому поспішають танцівниці та намагаються його врятувати. Він відчайдушно виривається, і далі виявляється, що це був лише сон головного героя. Він прокидається в ліжку, оточений друзями, які прийшли до нього додому.

## Характеристика
Картина належить до останніх фільмів, створених у власній студії Мельєса — після 1909 року він працював на компанію Gaumont. Фахівці відносять ті роботи режисера до етапу його творчого занепаду. Тоді Мельєс вже не стільки творив, скільки намагався впоратися з наростанням конкуренції: як у Європі, так і за океаном. Багато фільмів Жоржа Мельєса експлуатували найпопулярніше серед публіки ім'я Жуля Верна. Так само, як і в «Подорожі на Місяць» та «Неймовірній подорожі», у сценарії фільму «200 миль під водою…» небагато залишилося від твору основоположника наукової фантастики. Власне у фільмі немає ні капітана Немо, ні назви та екіпажу глибоководного апарата і сюжет скоріше є вільною фантасмагорією на тему роману.
Картина є одним із перших прикладів кольорового кіно та використання спеціальних ефектів у історії кінематографа. Кольоровим фільм став завдяки ручному розфарбуванню окремих кадрів. Спеціальні ефекти включають лялькову анімацію, подвійну експозицію і перші примітивні спроби використання мальованих задників. Цікавого ефекту режисер і оператор досягли знімаючи одну зі сцен через акваріум із рибами, що для свого часу було новим прийомом.